# Planta suculenta

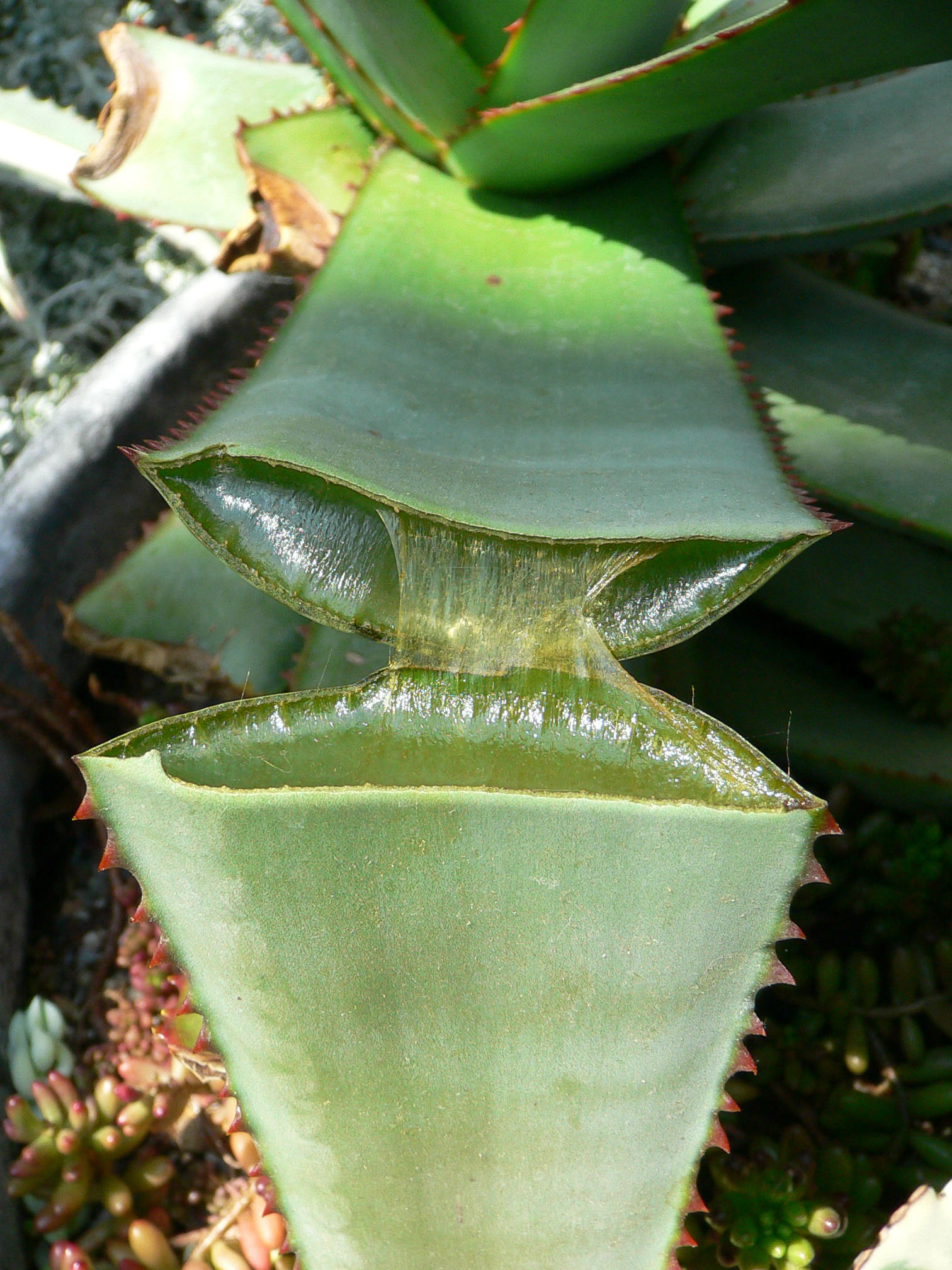
Les plantes suculentes com aquesta del gènere Aloe, emmagatzemen aigua en les seves fulles carnoses

Les plantes suculentes, també conegudes com a suculentes o plantes crasses, són plantes adaptades a l'aridesa del clima o del sòl, que retenen aigua en els seus teixits. Les plantes suculentes emmagatzemen aigua a les fulles, tiges, i també a les arrels. Els geòfits que sobreviuen els períodes desfavorables en forma d'òrgans subterranis com arrels tuberoses, corms, bulbs, i rizomes, poden ser considerats també com a suculentes. Algunes plantes són geòfits suculents.
L'emmagatzematge d'aigua sovint dona a les plantes suculentes un aspecte més inflat o carnós que a altres plantes; aquesta característica és el que es coneix com a suculència. A més de la suculència, les plantes suculentes tenen altres estratègies per estalviar aigua. Aquestes poden incloure:
- Metabolisme àcid de les crassulàcies (CAM) per minimitzar la pèrdua d'aigua
- Fulles absents, reduïdes o d'esfèriques a cilíndriques
- Reducció en el nombre d'estomes
- Les tiges fent principalment la fotosíntesi, en lloc de les fulles
- Forma de creixement compacta, reduïda, en coixí, columnar, o esfèrica
- Costelles que permetin un ràpid increment del volum de la planta i superfície exposada al sol disminuïda
- Superfície exterior cerosa, pilosa o espinosa per a crear una micro-hàbitat humit al voltant de la planta, el qual redueix el moviment de l'aire prop de la superfície de la planta i redueix la pèrdua d'aigua i forma ombra
- Arrels molt a prop de la superfície del sòl, així són capaces de prendre la humitat de plugims molt petits o fins i tot d'una rosada forta
- Habilitat de romandre gruixudes i plenes d'aigua fins i tot amb temperatures internes altes (per exemple 52 °C)[1]
- Cutícula molt impermeable[1]
- Substàncies mucilaginoses, les quals retenen aigua en abundància[1]

Moltes suculentes provenen de zones seques dels tròpics i subtròpics, com són les estepes, semideserts, i deserts. Les altes temperatures i la baixa pluviometria força les plantes a recollir i emmagatzemar aigua per sobreviure a llargs períodes secs. Les suculentes també es donen en les plantes epífites, ja que no tenen contacte -o el tenen limitat- amb el sòl i són dependents de la seva habilitat per emmagatzemar aigua. Les suculentes també es presenten en plantes exposades a la sal del mar i els llacs salins.
Les suculentes més conegudes són els cactus (família: Cactaceae). Virtualment tots els cactus són suculents, però no tots els suculents són cactus. Hi ha una diferència significativa entre les suculentes que han evolucionat a l'Àfrica i les que ho han fet a Amèrica, les plantes del Nou Món anomenades cactus totes elles tenen espines. No hi ha plantes suculentes que provinguin del Vell Món que tinguin espines malgrat que per evolució paral·lela hi ha espècies del Vell Món que s'assemblen molt a les del Nou Món que tenen espines. La naturalesa funcional de les formes van evolucionar independentment en cada continent, fins i tot les mateixes estructures poden diferir. Les espines dels cactus provenen de fulles modificades. Aquest procés es pot confondre amb l'evolució convergent que té lloc en espècies que estan relacionades més estretament.
Per diferenciar entre aquests dos tipus bàsics que semblen molt similars, però són plantes suculentes que no estan relacionades, els termes, cactus o cacti (plural), només s'haurien de fer servir per descriure les suculentes amb espines. Per l'ús en jardineria actualment hi ha plantes suculentes, en estat lliure, del Nou Món al Vell Món i viceversa. Una espècie, Opuntia, ja estava establerta a l'Àfrica en temps antics, poser flotant al mar. La tolerància a la sal pot haver facilitat aquest procés si és que els exploradors primerencs no n'hagin estat els responsables.

## Famílies i gèneres

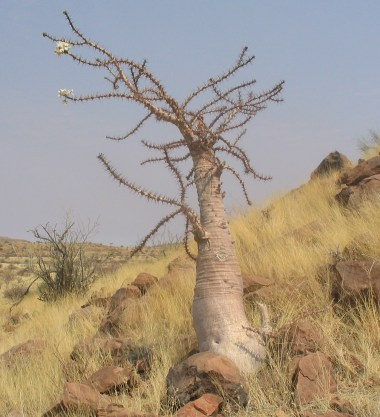
Apocynaceae: Pachypodium lealii, suculenta de tija

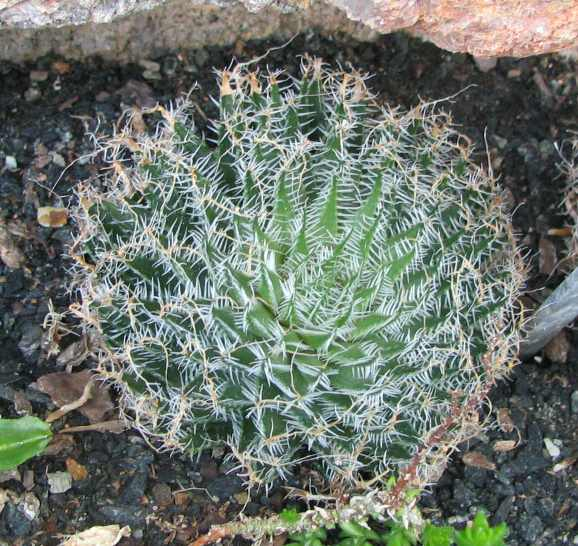
Asphodelaceae: Haworthia arachnoidea, suculenta de fulla

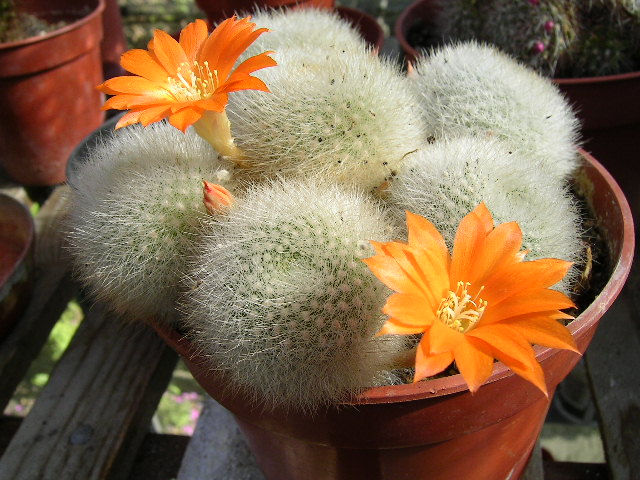
Cactaceae: Rebutia muscula, suculenta de tija

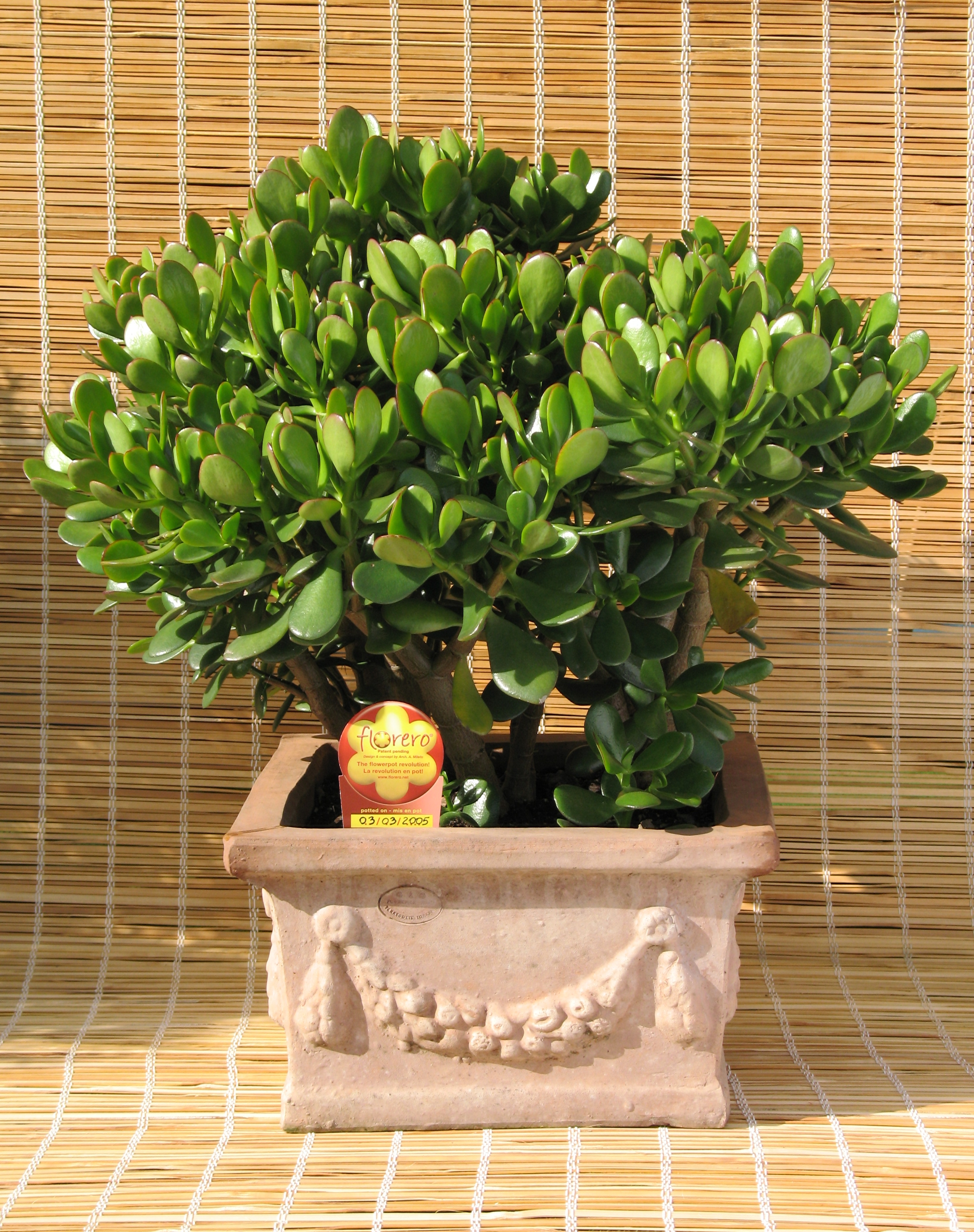
Crassulaceae: Crassula ovata, suculenta de tija i fulla

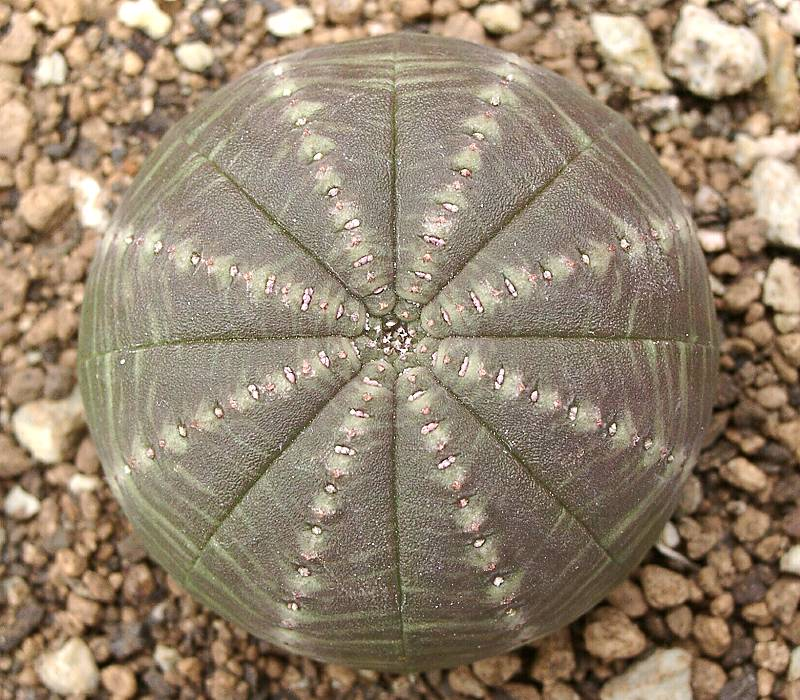
Euphorbiaceae: Euphorbia obesa ssp. symmetrica, suculenta de tija

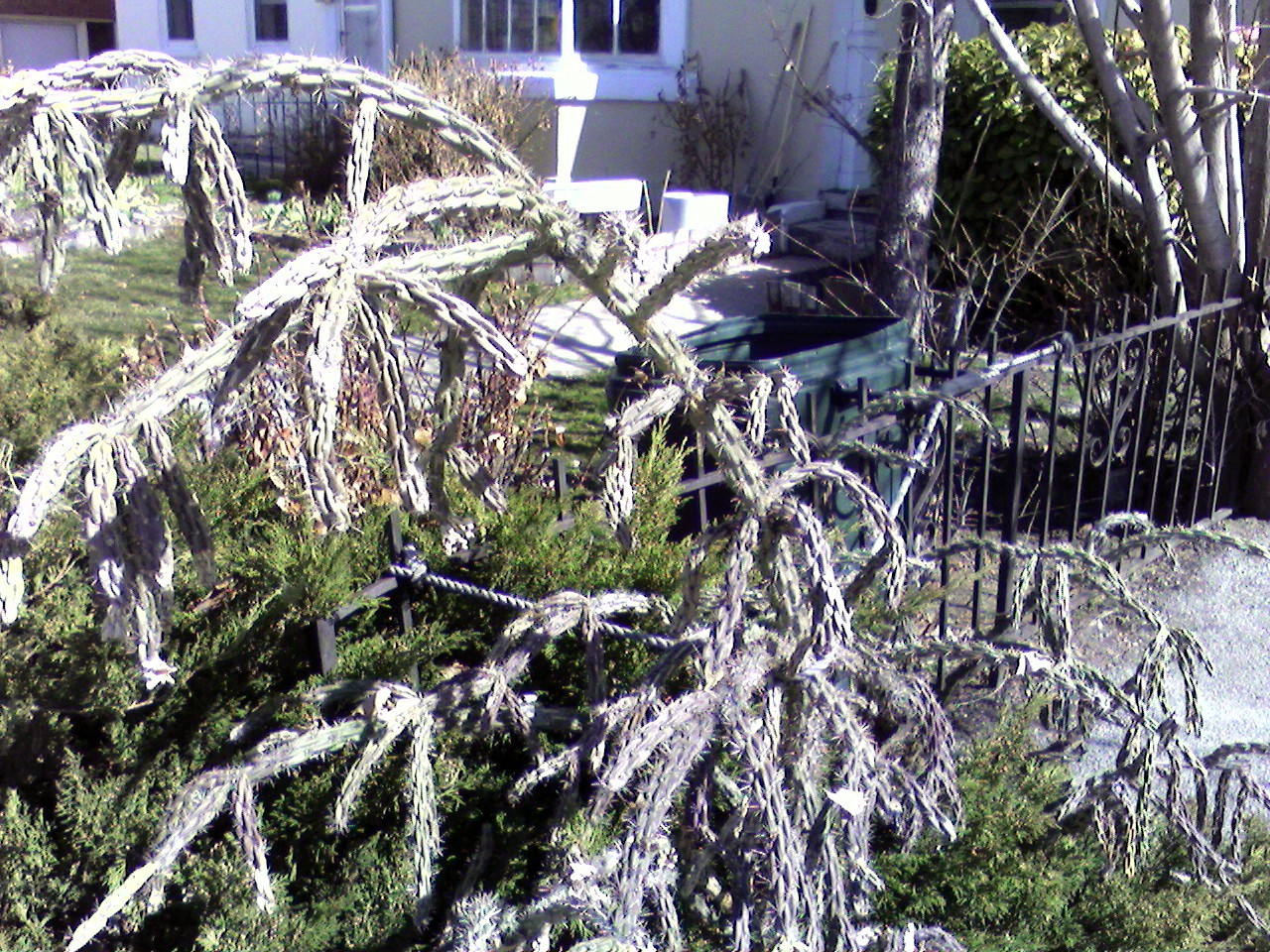
Cylindropuntia imbricata: suculenta llenyosa de tija

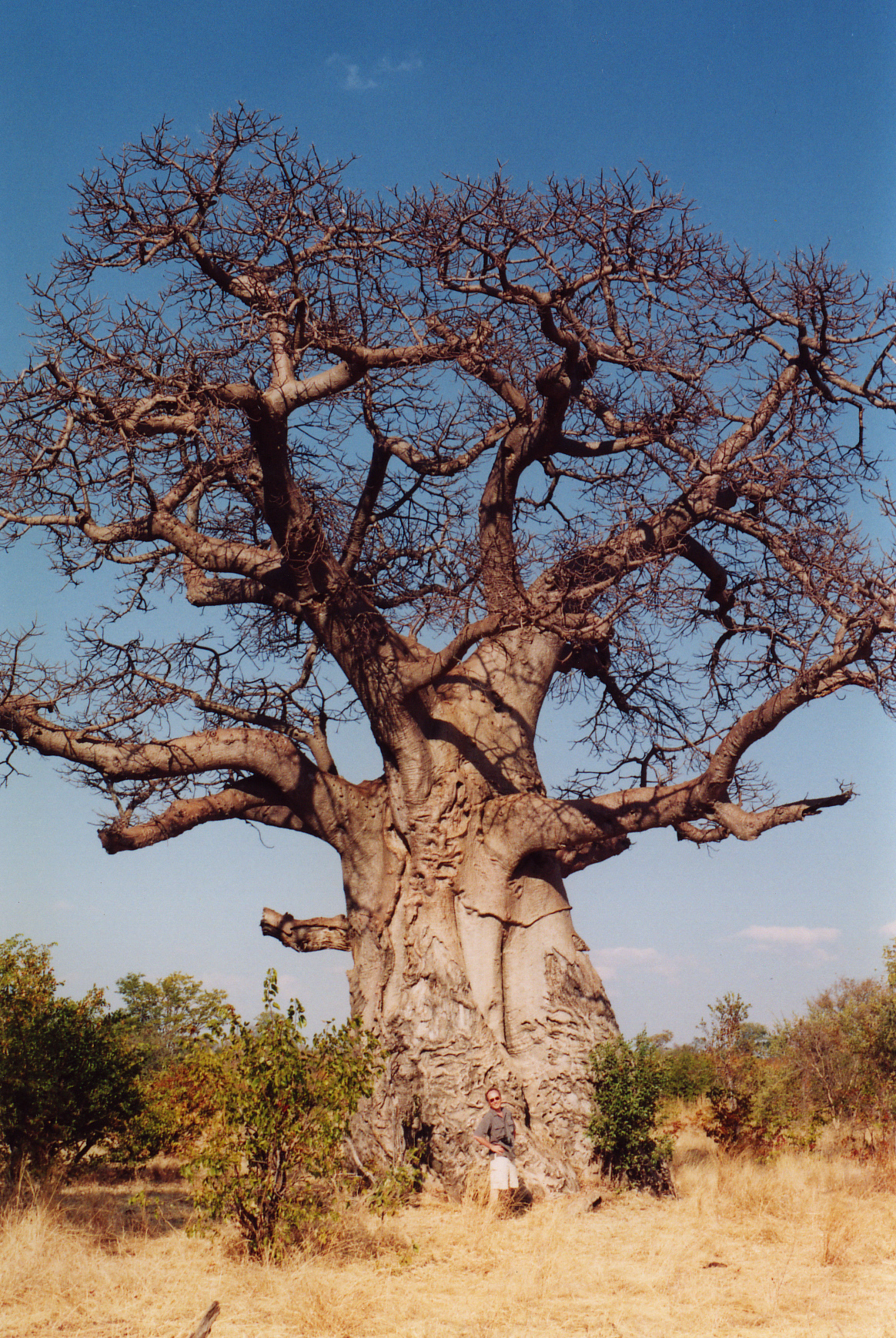
Malvaceae: Adansonia digitata, suculenta de tija

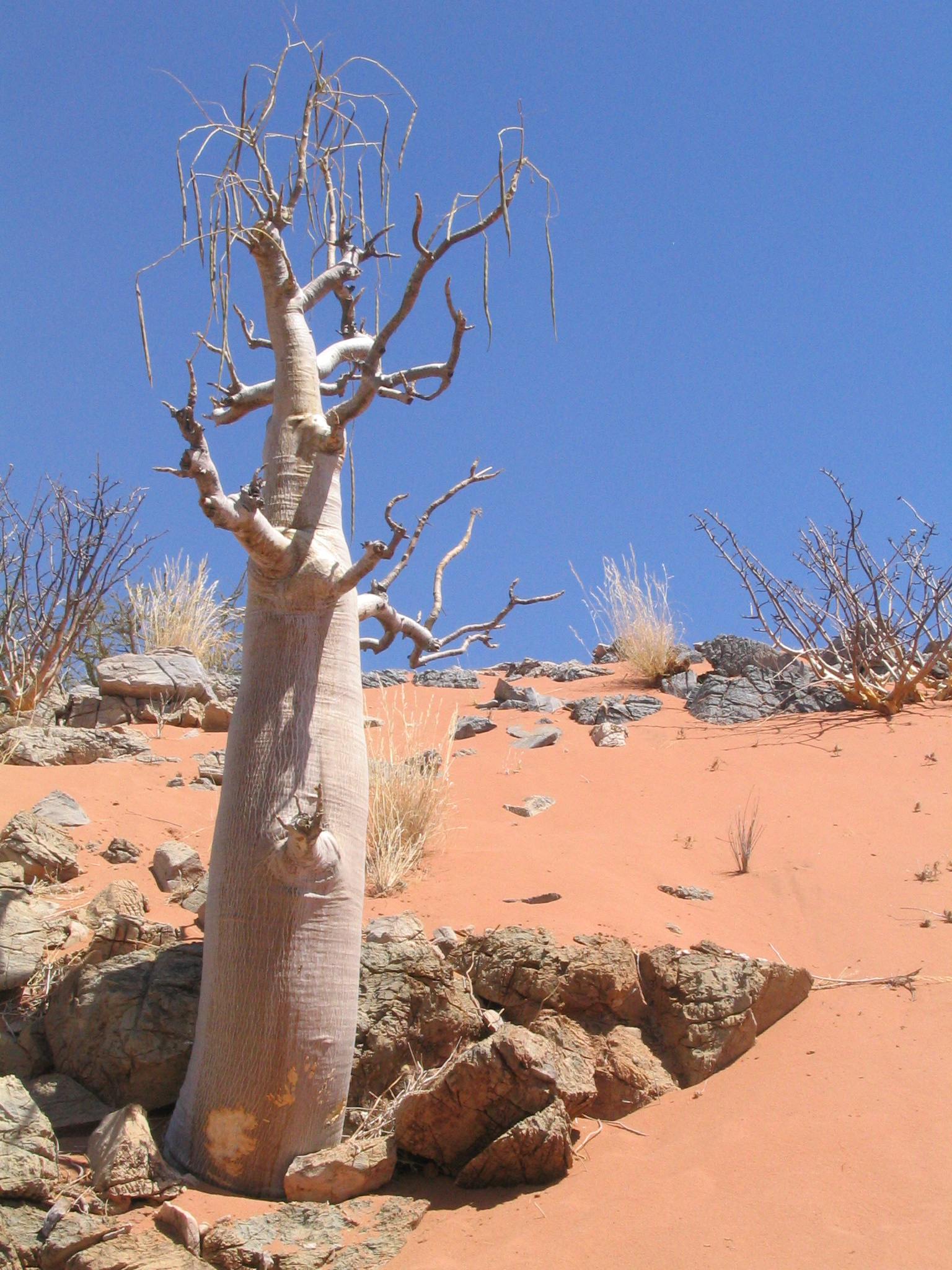
Moringaceae: Moringa ovalifolia, suculenta de tija

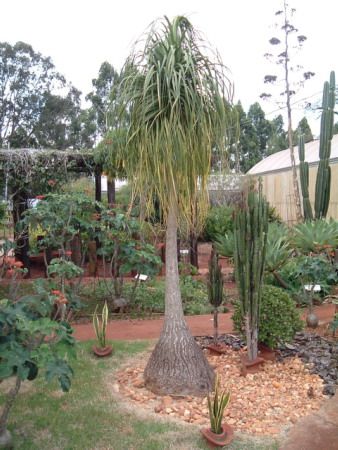
Nolinaceae: Beaucarnea recurvata, suculenta de tija

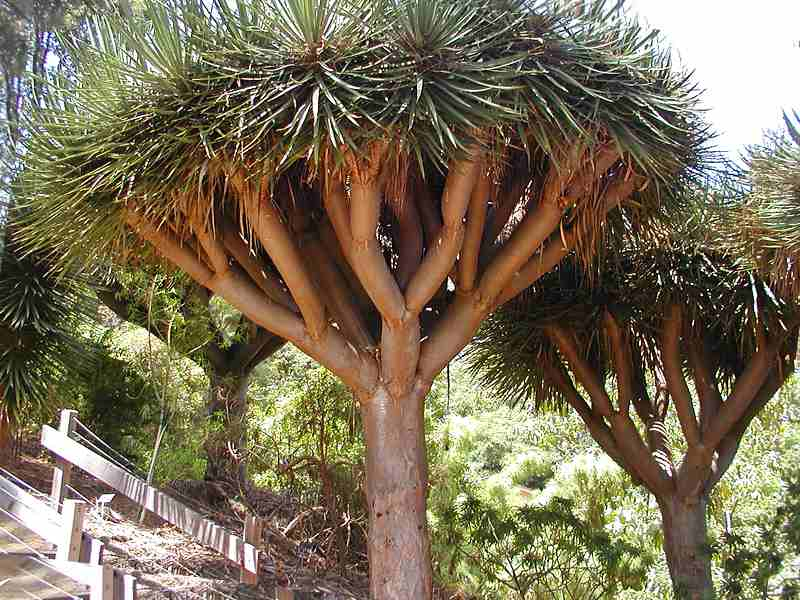
Ruscaceae: Dracaena draco, suculenta de tija

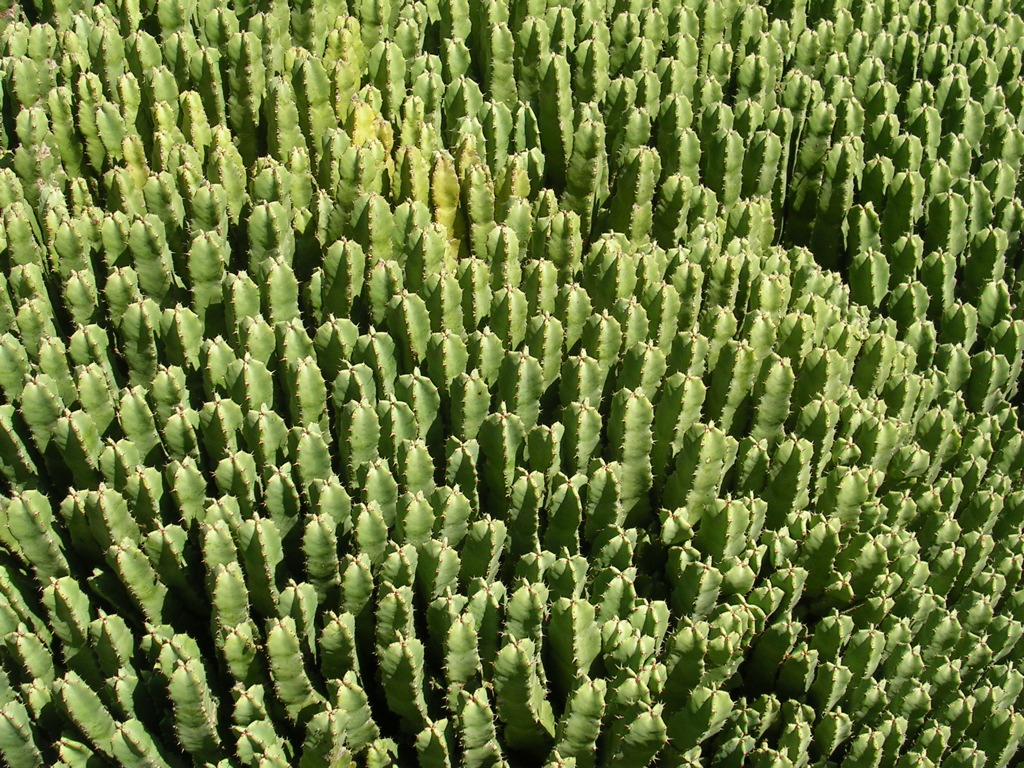
Euphorbia resinifera

A sota s'enumeren les famílies i els gèneres de plantes suculentes.
- Agavaceae: Agave, Beschorneria, Chlorophytum, Furcraea, Hesperaloe, Hesperoyucca, Yucca
- Aizoaceae: Aizoanthemum, Aizoon, Galenia, Sesuvium, Tetragonia, Trianthema, Zaleya
  - subfamília Mesembryanthemoideae (sinònim Mesembryanthemaceae):[2] Acrodon, Aethephyllum, Aloinopsis, Amoebophyllum (no actual), Amphibolia, Antegibbaeum, Antimima, Apatesia, Aptenia, Arenifera, Argyroderma, Aridaria, Aspazoma, Astridia, Bergeranthus, Berrisfordia (no actual), Bijlia, Braunsia, Brianhuntlia, Brownanthus, Calamophyllum, Carpanthia, Carpobrotus, Carruanthus, Caryotophora, Caulipsilon, Cephalophyllum, Cerochlamys, Chasmatophyllum, Cheiridopsis, Circandra, Cleretum,Conicosia, Conophytum, Corpuscularia, Cylindrophyllum, Dactylopsis, Delosperma, Dicrocaulon, Dinteranthus, Diplosoma, Disphyma,Dorotheanthus, Dracophilus, Drosanthemum, Eberlanzia, Ebracteola, Ectotropis (no actual), Enarganthe, Erepsia, Esterhuysenia, Eurystigma (no actual), Faucaria, Fenestraria, Frithia, Gibbaeum, Glottiphyllum, Halenbergia (no actual), Hallianthus, Hameria, Hartmanthus, Hereroa, Herrea (no actual), Herreanthus (ara Conophytum), Hydrodea (non-current), Hymenogyne, Ihlenfeldtia, Imitaria (no actual), Jacobsenia, Jensenbotrya, Jordaaniella, Juttadinteria, Kensitia (no actual), Khadia, Lampranthus, Lapidaria, Leipoldtia, Lithops, Machairophyllum, Malephora, Marlothistela, Maughaniella (no actual), Mesembryanthemum, Mestoklama, Meyerophytum, Micropterum (no actual), Mimetophytum (non-current), Mitrophyllum, Monilaria, Mossia, Muiria, Namaquanthus, Namibia, Nanathus, Nelia, Neohenricia, Neorhine (no actual), Nycteranthus (no actual), Octopoma, Odontophorus, Oophytum, Ophthalmophyllum (no actual), Orthopterum, Oscularia, Ottosonderia, Pherelobus (no actual), Phiambolia, Phyllobolus, Platythyra (no actual), Pleiospilos, Polymita, Prenia, Psammophora, Psicaulon, Rabiea, Rhinephyllum, Rhombophyllum, Ruschia, Ruschianthemum (no actual), Ruschianthus, Ruschiella, Saphesia, Sarozona,Sceletium, Schlecteranthus, Schwantesia, Scopologena, Semnanthe (ara Erepsia), Skiatophytum, Smicrostigma, Sphalmanthus (no actual), Stayneria, Stoeberia, Stomatium, Synaptophyllum, Tanquana, Titanopsis, Trichodiadema, Vanheerea, Vanzijlia, Viokia, Wooleya, Zeuktophyllum
- Amaranthaceae: Arthraerua
- Amaryllidaceae (geòfits): Ammocharis, Apodolirion, Boophone, Brunsvigia, Crinum, Crossyne, Cryptostephanus, Cyrtanthus, Gethyllis, Habranthus, Haemanthus, Hessea, Nerine, Pancratium, Rauhia, Scadoxus, Strumaria, Zephyranthes,
- Anacardiaceae: Operculicaria, Pachycormus
- Apiaceae: Steganotaenia
- Apocynaceae: Adenium, Mandevilla, Pachypodium, Plumeria
  - subfamília Asclepiadoideae (syn. Asclepiadaceae): Absolmsia, Asclepias, Australluma, Aspidoglossum, Aspidonepsis, Baynesia, Brachystelma, Caralluma, Ceropegia, Chlorocyathus, Cibirhiza, Cordylogyne, Cynanchum, Dischidia, Dischidiopsis, Duvalia, Duvaliandra, Echidnopsis, Edithcolea, Eustegia, Fanninia, Fockea, Glossostelma, Hoodia, Hoya, Huernia, Huerniopsis, Ischnolepis, Larryleachia, Lavrania, Marsdenia, Matelea, Miraglossum, Notechidnopsis, Odontostelma, Ophionella, Orbea, Orbeanthus, Pachycarpus, Parapodium, Pectinaria, Periglossum, Petopentia, Piaranthus, Pseudolithos, Quaqua, Raphionacme (geòfit), Rhytidocaulon, Riocreuxia, Sarcorrhiza, Sarcostemma, Schizoglossum, Schlechterella, Stapelia, Stapelianthus, Stapeliopsis, Stathmostelma, Stenostelma, Stomatostemma, Tavaresia, Trachycalymma, Tridentea, Tromotriche, Tylophora, White-sloanea, Woodia, Xysmalobium
- Araceae: Zamioculcas
- Araliaceae: Cussonia
- Asparagaceae: Myrsiphyllum (now Asparagus)
- Asphodelaceae: Aloe (suculentes i geòfits suculents), Astroloba, x Astroworthia, Bulbine (geòfits suculents, suculents, i geòfits), Bulbinella (geophyte), Chortolirion (succulent geophytes), Gasteria, Haworthia, Poellnitzia, Trachyandra (geòfits suculents i suculents),
- Asteraceae: Arctotheca, Baeriopsis, Cadiscus, Chrysanthemoides, Coulterella, Crassocephalum, Curio, Didelta, Emilia, Eremothamnus, Gymnodiscus, Gynura, Hillardiella (geophyte), Lopholaena, Monoculus, Nidorella, Osteospermum, Othonna (suculents i geòfits suculents), Phaneroglossa, Poecilolepis, Polyachyrus, Pteronia, Senecio, Solanecio,Tripteris
- Balsaminaceae: Impatiens
- Basellaceae: Anredera, Basella
- Begoniaceae: Begonia
- Boraginaceae: Heliotropium
- Brassicaceae: Heliophila, Lepidium
- Bromeliaceae: Abromeitiella
- Burseraceae: Boswellia, Bursera, Commiphora
- Cactaceae: Acanthocalycium, Acanthocereus, Ariocarpus, Armatocereus, Arrojadoa, Arthrocereus, Astrophytum, Austrocactus, Aztekium, Bergerocactus, Blossfeldia, Brachycereus, Browningia, Brasilicereus, Calymmanthium, Carnegiea, Cephalocereus, Cephalocleistocactus, Cereus, Cintia, Cipocereus, Cleistocactus, Coleocephalocereus, Copiapoa, Corryocactus, Coryphantha, Dendrocereus, Denmoza, Discocactus, Disocactus, Echinocactus, Echinocereus, Echinopsis, Epiphyllum, Epithelantha, Eriosyce, Escobaria, Escontria, Espostoa, Espostoopsis, Eulychnia, Facheiroa, Ferocactus, Frailea, Geohintonia, Gymnocalycium, Haageocereus, Harrisia, Hatiora, Hylocereus, Jasminocereus, Lasiocereus, Leocereus, Lepismium, Leptocereus, Leuchtenbergia, Lophophora, Maihuenia, Malacocarpus, Mammillaria, Mammilloydia, Matucana, Melocactus, Micranthocereus, Mila, Monvillea, Myrtillocactus, Neobuxbaumia, Neolloydia, Neoraimondia, Neowerdermannia, Obregonia, Opuntia, Oreocereus, Oroya, Ortegocactus, Pachycereus, Parodia, Pediocactus, Pelecyphora, Peniocereus, Pereskia, Pereskiopsis, Pilosocereus, Polaskia, Praecereus, Pseudoacanthocereus, Pseudorhipsalis, Pterocactus, Pygmaeocereus, Quiabentia, Rauhocereus, Rebutia, Rhipsalis, Samaipaticereus, Schlumbergera, Sclerocactus, Selenicereus, Stenocactus, Stenocereus, Stephanocereus, Stetsonia, Strombocactus, Tacinga, Thelocactus, Turbinicarpus, Uebelmannia, Weberbauerocereus, Weberocereus, Yungasocereus
- Campanulaceae: Brighamia
- Capparidaceae: Maerua
- Caricaceae: Carica, Jacarathia
- Chenopodiaceae:[3] Atriplex, Chenopodium, Dissocarpus, Einadia, Enchylaena, Eremophea, Halopeplis, Maireana, Malacocera, Neobassia, Osteocarpum, Rhagodia, Roycea, Halosarcia, Salicornia, Salsola, Sarcocornia, Sclerochlamys, Sclerolaena, Sueda, Tecticornia, Threlkeldia
- Cochlospermaceae
- Commelinaceae: Aneilema, Callisia, Cyanotis, Tradescantia, Tripogandra
- Convolvulaceae: Ipomea, Merremia, Stictocardia, Turbina
- Crassulaceae: Adromischus, Aeonium, Afrovivella, Aichryson, Bryophyllum, Cotyledon, Crassula, Cremnophila, × Cremnosedum, Dudleya, Echeveria, Graptopetalum, Hylotelephium, Hypagophytum, Kalanchoe, Lenophyllum, Meterostachys, Monanthes, Orostachys, Pachyphytum, Perrierosedum, Phedimus, Pistorinia, Prometheum, Pseudosedum, Rhodiola, Rosularia, Sedella, Sedum, Sempervivum, Sinocrassula, Thompsonella, Tacitus, Tylecodon, Umbilicus, Villadia
- Cucurbitaceae: Acanthosicyos, Apodanthera, Brandegea, Cephalopentandra, Ceratosanthes, Citrullus, Coccinia, Corallocarpus, Cucumella, Cucumis, Cucurbita, Cyclantheropsis, Dactyliandra, Dendrosicyos, Doyera, Eureindra, Fevillea, Gerrandanthus, Gynostemma, Halosicyos, Ibervilla, Kedostris, Lagenaria, Marah, Momordica, Neoalsomitra, Odosicyos, Parasicyos, Syrigia, Telfairia, Trochomeria, Trochomeriopsis, Tumamoca, Xerosicyos, Zehneria, Zygosicyos
- Didiereaceae: Alluaudia, Alluaudiopsis, Decaria, Didierea
- Dioscoreaceae: Dioscorea (suculent geofític)
- Doryanthaceae: Doryanthes
- Ericaceae: Sphyrospermum
- Eriospermaceae: Eriospermum (geòfit)
- Euphorbiaceae: Cnidoscolus, Euphorbia, Jatropha, Monadenium, Pedilanthus, Synadenium
- Fabaceae: Delonix, Dolichos, Erythrina, Lotononis, Neorautanenia, Pachyrhizus, Tylosema
- Fouquieriaceae: Fouquieria
- Geraniaceae: Monsonia, Pelargonium (suculents i geòfits), Sarcocaulon
- Gesneriaceae: Aeschynanthus, Alsobia, Chirita, Codonanthe, Columnea, Nematanthus, Sinningia, Streptocarpus
- Hyacinthaceae (geòfits, uns pocs geòfits suculents): Albuca, Bowiea, Daubenya, Dipcadi, Drimia, Drimiopsis, Eucomis, Hyacinthus, Lachenalia, Ledebouria, Litanthus, Massonia, Merwilla, Namophila, Ornithogalum, Polyxena, Pseudogaltonia, Pseudoprospero, Resnova, Rhadamanthus, Rhodocodon, Schizobasis, Schizocarphus, Spetaea, Urginea, Veltheimia, Whiteheadia
- Hypoxidaceae (geòfits): Empodium, Hypoxis, Pauridia, Saniella, Spiloxene
- Icacinaceae: Pyrenacantha (geòfit)
- Iridaceae (geòfits): Babiana, Chasmanthe, Crocosmia, Devia, Dierama, Dietes, Duthiastrum, Ferraria, Freesia, Geissorhiza, Gladiolus, Hesperantha, Ixia, Lapeirousia, Melasphaerula, Micranthus, Moraea, Pillansia, Radinosiphon, Romulea, Sparaxis, Syringodea, Thereianthus, Tritonia, Tritoniopsis, Watsonia, Xenoscapa
- Lamiaceae: Aeollanthus, Dauphinea, Perrierastrum, Plectranthus, Rotheca, Solenostemon, Tetradenia, Thorncroftia
- Lentibulariaceae
- Loasaceae: Schismocarpus
- Loranthaceae: Actinanthella, Agelanthus, Erianthemum, Helixanthera, Moquiniella, Oncocalyx, Pedistylis, Plicosepalus, Septulina, Tapinanthus, Vanwykia
- Malvaceae: Adansonia, Cavanillesia, Ceiba, Pseudobombax
- Melastomataceae: Medinilla
- Meliaceae: Entandrophragma
- Menispermaceae: Chasmanthera, Stephania, Tinospora
- Molluginaceae: Hypertelis
- Moraceae: Dorstenia, Ficus
- Moringaceae: Moringa
- Nolanaceae: Nolana
- Nolinaceae: Beaucarnea, Calibanus, Dasylirion, Nolina
- Orchidaceae subfamily  Epidendroideae Phalaenopsis
- Orchidaceae (suculents) Acampe, Aerangis, Ansellia, Bolusiella, Bulbophyllum, Calanthe, Cyrtorchis, Oberonia, Polystachya, Tridactyle, Vanilla

(geòfit suculent) Eulophia, Liparis, Oeceoclades
(geòfits) Acroliphia, Bartholina, Bonatea, Brachycorythis, Brownleea, Centrostigma, Ceratandra, Corycium, Cynorkis, Didymoplexis, Disa, Disperis, Dracomonticola, Eulophia, Evotella, Gastrodia, Habernaria, Holothrix, Huttonaea, Neobolusia, Nervilia, Plicosepalus, Pachites, Platycoryne
- Oxalidaceae (geophytes): Oxalis
- Passifloraceae: Adenia
- Pedaliaceae: Holubia, Pterodiscus, Sesamothamnus, Uncarina
- Phyllanthaceae: Phyllanthus
- Phytolaccaceae: Phytolacca
- Piperaceae: Peperomia
- Poaceae: Dregeochloa[4]
- Portulacaceae: Amphipetalum, Anacampseros, Avonia, Calyptrotheca, Ceraria, Cistanthe, Calandrinia, Dendroportulaca, Grahamia, Lewisia, Parakeelya (nom no acceptat per the Australian State and National Herbaria),[5] Portulaca, Portulacaria, Schreiteria, Talinella, Talinum
- Rubiaceae: Anthorrhiza, Anthospermum, Hydnophythum, Hydrophylax, Myrmecodia, Myrmephythum, Phylohydrax, Squamellaria
- Ruscaceae: Cordyline, Dracaena, Sansevieria
- Sapindaceae: Erythrophysa
- Saxifragaceae
- Sterculiaceae: Brachychiton, Sterculia
- Urticaceae: Laportea, Obetia, Pilea, Pouzolzia, Sarcopilea
- Viscaceae: Viscum
- Vitaceae: Cissus, Cyphostemma
- Xanthorrhoeaceae: Xanthorrhoea
- Zygophyllaceae: Augea, Seetzenia, Zygophyllum

Per a algunes famílies la majoria dels seus membres són suculentes; per exemple els Cactaceae, Agavaceae, Aizoaceae i Crassulaceae.
La taula de sota mostra el nombre d'espècies suculentes que es troben en algunes famílies:
| Família       | Suculentes # | Parts modificades        | Distribució                                          |
| ------------- | ------------ | ------------------------ | ---------------------------------------------------- |
| Agavaceae     | 300          | Fulla                    | Amèrica del nord i central                           |
| Cactaceae     | 1600         | Tija (arrel, fulla)      | Amèrica                                              |
| Crassulaceae  | 1300         | Fulla (arrel)            | Cosmopolita                                          |
| Aizoaceae     | 2000         | Fulla                    | Sud-àfrica, Austràlia                                |
| Apocynaceae   | 500          | Tija                     | Àfrica, Aràbia, Índia, Austràlia                     |
| Didiereaceae  | 11           | Tija                     | Madagascar (endèmic)                                 |
| Euphorbiaceae | > 1000       | Tija i/o fulla i/o arrel | Austràlia, Àfrica, Madagascar, Àsia, Amèrica, Europa |
| Asphodelaceae | 500          | Fulla                    | Àfrica, Madagascar, Austràlia                        |
| Portulacaceae | ?            | Fulla i tija             | Amèrica, Austràlia, Àfrica                           |